# Siedmiu samurajów
Siedmiu samurajów (jap. 七人の侍 Shichinin no samurai) – film w reżyserii Akiry Kurosawy, powstały w 1954 roku. W jednej z głównych ról wystąpił Toshirō Mifune. Zdjęcia plenerowe kręcono w prefekturze Shizuoka. 
Akcja filmu toczy się w okresie Sengoku, prawdopodobnie w latach 1587/1588 i przedstawia grupę rolników, którzy zatrudniają siedmiu bezpańskich samurajów (rōninów), aby pomogli im w obronie wioski przed bandytami.
Siedmiu samurajów jest powszechnie uznawany za jeden z najważniejszych filmów w historii kinematografii. Bardzo często określany jako najlepszy film nieamerykański, stał się inspiracją dla setek produkowanych później filmów akcji. Film jest uznany zarówno wśród krytyków, jak i publiczności. Pojawił się na listach najlepszych filmów wszech czasów przygotowanych przez Sight & Sound, dwukrotnie na listach brytyjskiego magazynu Empire (na pierwszym miejscu The 100 Best Films Of World Cinema oraz na 50. miejscu najlepszych filmów wszech czasów), na ósmym miejscu listy serwisu They Shoot Pictures, Don`t They.
Jest to także jeden ze stosunkowo niewielu japońskich filmów znanych szeroko na Zachodzie, gdzie zresztą doczekał się remake'ów, jak na przykład western Siedmiu wspaniałych (1960). Film ten stanowił także ważny wkład w historię kina. Było to największe do tej pory przedsięwzięcie japońskiej kinematografii.
W roku 2004 powstała seria anime o nazwie Samurai 7, luźno bazująca na Siedmiu samurajach.

## Fabuła
Akcja filmu toczy się w XVI-wiecznej Japonii. Biedna japońska wioska jest co roku atakowana przez bandytów, którzy zabierają większość żywności. Mieszkańcom grozi śmierć głodowa, dlatego postanawiają wynająć grupę ubogich rōninów (samurajów pozbawionych zwierzchnika) do walki z bandytami.

## Nagrody
- 1954: Akira Kurosawa – Srebrny Lew na 15. MFF w Wenecji, nominacja do Złotego Lwa
- 1956: Akira Kurosawa (nominacja) – BAFTA, najlepszy film zagraniczny
- 1956: Toshirō Mifune (nominacja) – BAFTA, najlepszy aktor BAFTA
- 1957: Kōhei Ezaki (nominacja) – Oscar za najlepsze kostiumy
- 1957: Takashi Matsuyama (nominacja) – Oscar za najlepszą scenografię

## Obsada
- Takashi Shimura – Kambei Shimada
- Isao Kimura – Katsushiro Okamoto
- Yoshio Inaba – Gorobei Katayama
- Daisuke Kato – Shichiroji
- Seiji Miyaguchi – Kyuzo
- Minoru Chiaki – Heihachi Hayashida
- Toshirō Mifune – Kikuchiyo

## Ekipa
- Reżyseria: Akira Kurosawa
- Scenariusz: Hideo Oguni, Shinobu Hashimoto, Akira Kurosawa
- Zdjęcia: Asakazu Nakai
- Muzyka: Fumio Hayasaka
- Scenografia: Takashi Matsuyama
- Producent: Sojiro Motoki
- Montaż: Akira Kurosawa
- Kostiumy: Kōhei Ezaki, Mieko Yamaguchi